# Diploderma chapaense
Diploderma chapaense är en ödleart som beskrevs av Bourret 1937. Diploderma chapaense ingår i släktet Diploderma och familjen agamer. Inga underarter finns listade i Catalogue of Life.
Exemplaren är utan svans 58 till 68 cm långa och svansen är lång.
Arten förekommer i norra Vietnam. Honor lägger ägg. Ödlan lever i landets norra del i provinsen Lào Cai. Den vistas i bergstrakter mellan 300 och 1500 meter över havet. Exemplaren hittas i olika slags skogar. De klättrar i träd och är antagligen dagaktiva.
Landskapet förändras genom omvandling till odlingsmark, bränder och konstruktion av skidliftar. Det är inget känt om populationens storlek och möjliga hot. IUCN listar arten med kunskapsbrist (DD).